# Romanus Elamu Mihali
Romanus Elamu Mihali (* 10. Juni 1969 in Itulituli, Mufindi) ist ein tansanischer Geistlicher und römisch-katholischer Bischof von Iringa.

## Leben
Romanus Elamu Mihali studierte Philosophie und Theologie am Priesterseminar in Peramiho im Distrikt Songea. Am 13. Juli 2000 empfing er das Sakrament der Priesterweihe für das Bistum Iringa.
Nach der Priesterweihe war er bis 2003 in Iringa in der Pfarrseelsorge und anschließend bis 2005 als Lehrer und Erzieher am Knabenseminar in Mafinga tätig. Von 2005 bis 2011 studierte er in Indien an der University of Kerala, an der er einen Magistergrad in Zoologie sowie weitere Abschlüsse in Naturwissenschaften und Erziehungswissenschaften erwarb. Von 2012 bis 2024 war er in zwei Gemeinden in der Pfarrseelsorge tätig. Nach der Errichtung des Bistums Mafinga wurde er 2024 in dessen Klerus inkardiniert. Seither war er Pfarrer der Pfarrei Virgin Mary of the Assumption in Usomaki, die er bereits seit 2015 geleitet hatte. Im Bistum Mafinga war er zudem Bischofsvikar für den Klerus und Diözesansekretär für Gesundheitsfragen.
Papst Franziskus ernannte ihn am 28. Januar 2025 zum Bischof von Iringa. Der emeritierte Erzbischof von Daressalam, Polycarp Kardinal Pengo, spendete ihm am 27. April desselben Jahres im Youth Centre von Iringa die Bischofsweihe. Mitkonsekratoren waren sein Amtsvorgänger Tarcisius Ngalalekumtwa und der Erzbischof von Mbeya, Gervas John Mwasikwabhila Nyaisonga.